# Genta Miura
Genta Miura (Prefectura d'Aichi, 1 de març de 1995) és un futbolista japonès que actualment juga de defensa al Gamba Osaka de la Lliga japonesa de futbol.

## Club
Va començar com a futbolista al Shimizu S-Pulse i el seu actual club és el Gamba Osaka.

## Selecció del Japó
Va debutar amb la selecció del Japó el 12 de desembre de 2017 contra la selecció de la Xina. Va disputar 2 partits amb la selecció del Japó.

## Estadístiques
| Selecció del Japó | Selecció del Japó | Selecció del Japó |
| Anys              | Partits           | Gols              |
| ----------------- | ----------------- | ----------------- |
| 2017              | 2                 | 0                 |
| Total             | 2                 | 0                 |